# Étienne François Xavier des Michels de Champorcin
Étienne François Xavier des Michels de Champorcin, né le 16 septembre 1721, à Champorcin (auj. La Javie dans les Alpes-de-Haute-Provence), et mort le 19 juillet 1807, à Gagny (auj. en Seine-Saint-Denis), est un ecclésiastique provençal, qui fut évêque de Senez (1771-1773) ainsi que le dernier évêque de Toul, en Lorraine.

## Famille
La famille des Michels de Champorcin est une famille noble de Provence, originaire du comté de Piémont.
Étienne François Xavier est le deuxième fils d'Henri des Michels de Champorcin (10 janvier 1685-?), seigneur de Champorcin, La Javie, Chaudol et Sainte-Colombe, gouverneur de Digne, assesseur d'Aix et procureur des Gens des trois États de Provence, et de Thérèse de Brouchier (épousée en 1712).

Il a pour frères et sœurs :
- Pierre Honoré Thomas Michel, seigneur de La Javie etc.
- Louis Victor, né le 4 octobre 1724, lieutenant des vaisseaux du Roi.
- Henri Jacques, né le 20 décembre 1727, cornette de dragons dans le Régiment de la Reine.
- Gaspard Chrisostôme, né le 12 avril 1733, ingénieur du Roi, puis lieutenant dans le corps d'artillerie et de génie.
- Marguerite Anne, née le 29 mars 1736.

Il tient son nom de son parrain et oncle, Étienne des Michels, prieur de Roquefeuil.

## Premières années
Étienne François Xavier des Michels de Champorcin naît le 16 septembre 1721 dans le château familial de Champorcin, paroisse de La Javie, dans le diocèse de Digne.
En 1732, il hérite le bénéfice de son oncle, au prieuré de Roquefeuil, et en devient le prieur, à l'âge de 11 ans, jusqu'en 1748.
En 1743, il obtient son doctorat en Théologie, à l'université d'Aix.

## Carrière
De 1732 à 1748, Étienne François Xavier des Michels de Champorcin est le prieur de Roquefeuil.
Dans les années 1750, il est successivement ordonné sous-diacre, diacre et prêtre, et devient chanoine de Saint-Trophime d’Arles.
De 1767 à 1771, il occupe le vicariat général du diocèse d'Arles.
De 1771 à 1773, il occupe le siège épiscopal de Senez après avoir été consacré par Jean-Joseph de Jumilhac l'archevêque d'Arles mais pour lequel il n'œuvre que peu.
De 1773 à 1802, il occupe le siège épiscopal de Toul, et est fait comte de Toul et prince du Saint-Empire.
Il est toutefois l'un des évêques de Toul les plus impopulaires. En effet, sa nomination est effectuée à condition qu'il ne s'oppose pas au démembrement du diocèse de Toul, opéré dès 1775, pour fonder les évêchés de Nancy et de Saint-Dié. En dédommagement, le diocèse jouit de la rente de 20 000 livres de l'abbaye Saint-Mansuy de Toul. Par ailleurs, il obtient en 1776, une décoration pour chacun des chanoines de Saint-Étienne de Toul, favorables au démembrement de l'évêché, ainsi que l'anoblissement du chapitre cathédral, obligeant chaque prétendant à prouver trois quartiers de noblesse du côté paternel pour pouvoir y entrer.
L'ensemble de ces mesures suscitent de vives contestations des fidèles du Toulois, une tentative d'opposition à l'enregistrement des lettres d'anoblissement du chapitre, en 1777, au Parlement de Metz, ainsi que l'humiliation de l'évêque en place publique.
En 1791, Étienne François Xavier des Michels de Champorcin refuse d'adhérer à la Constitution civile du Clergé, s'exile en Allemagne puis en Angleterre, toutefois il démissionne de son siège épiscopal, en novembre 1801 après la signature du Concordat de 1801.

## Dernières années
Le 10 mai 1803, il reçoit une amnistie l'autorisant à rentrer en France. Il s'installe à Gagny (alors en Seine-et-Oise), dans le château de la comtesse de Laugier-Villars, sa sœur, où il réside jusqu'à sa mort le 19 juillet 1807.

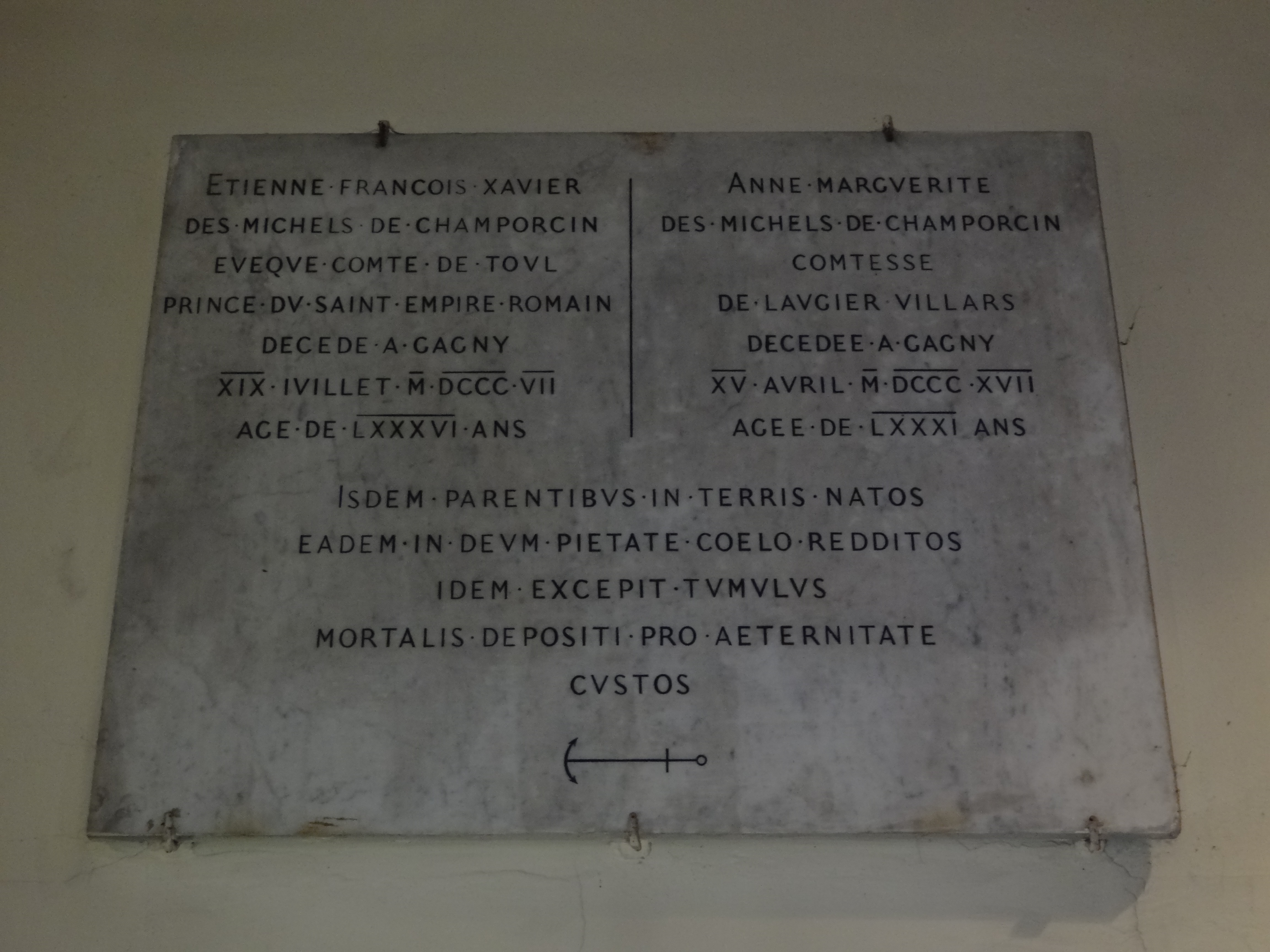
La pierre tombale d'origine d'Étienne François Xavier des Michels de Champorcin dans l'église Saint-Germain de Gagny (Seine-Saint-Denis).

Il est d'abord inhumé dans la chapelle funéraire des Laugier-Villars attenante à l'église de Gagny dans l'ancien cimetière du village puis ses restes sont transférés en 1839, à l'initiative de son petit-neveu, dans le nouveau tombeau des Laugier-Villars du nouveau cimetière (l'actuel cimetière du Centre). Seul la plaque tumulaire avec son épitaphe fut conservée et se trouve aujourd'hui à l'entrée de l'église Saint-Germain de Gagny.

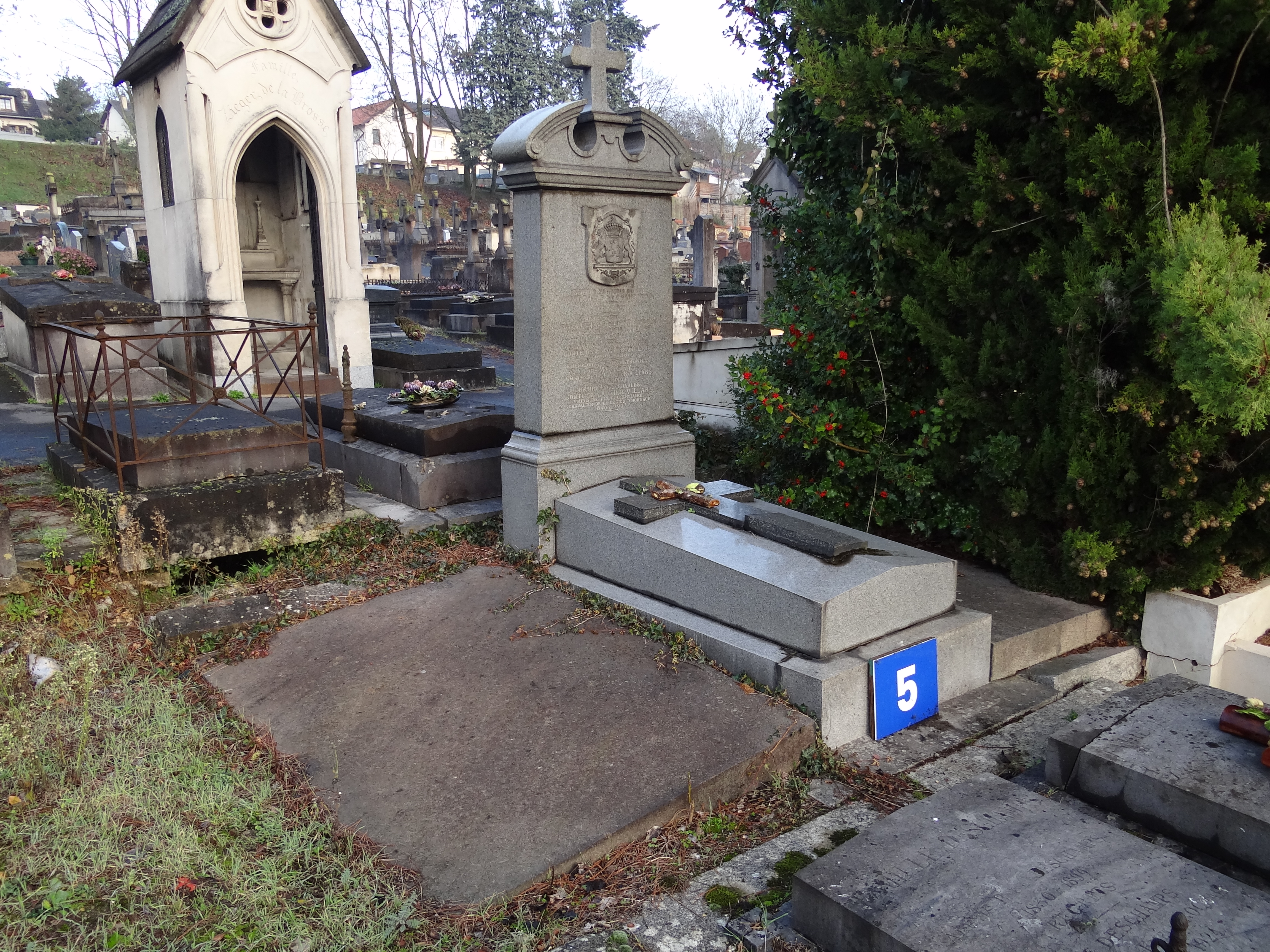
La tombe de la famille Laugier-Villars où sont inhumés les restes d'Étienne François Xavier des Michels de Champorcin au cimetière du Centre de Gagny (Seine-Saint-Denis).

### Armorial
- HOZIER DE SERIGNY (d’) (Antoine Marie), Armorial général ou registres de la noblesse de France, Imprimerie Pierre Prault, Paris, 1752, registre 3-2.

### Dictionnaire
- LA CHENAYE-DESBOIS (François Alexandre d'Aubert de), Dictionnaire de la Noblesse, Imprimerie Antoine-Boudet, Paris, 1775 (2e édition), tome 10.

### Ouvrages
- THIERY (A.D.), Histoire de la ville de Toul et de ses évêques, Imprimerie de la Veuve Bastien, Toul, 1841.
- DESSOLLE (Gérard), Étienne François-Xavier des Michels de Champorcin (1721-1807) : prêtre provençal, évêque de Senez, évêque-comte de Toul, prince du Saint-Empire, Association pour l'Étude et la Sauvegarde du Patrimoine Religieux de la Haute-Provence, Digne Cedex, 2001.